# Sydney Walling
Sir Sydney Walling (* 12. Juli 1907 in Antigua; † 8. Oktober 2009 ebenda) war ein Cricketspieler aus Antigua, der in den 1930er und 1940er Jahren für Antigua und Barbuda angetreten ist.
Walling spielte auf der Position des Opening Batsman. In der Saison 1933/1934 war er der erste farbige Kapitän der Mannschaft von Antigua. Später spielte er auch als Kapitän der Mannschaft von den Leeward Islands. Zu Beginn der 1950er Jahre gehörte er dem erstmals aufgestellten gemeinsamen Team der Antilleninseln an. Neben Frank Worrell, Clyde Walcott und Everton Weekes war er der vierte bedeutende Spieler der Inselgruppe, dessen Nachnamen mit W begann.
Obwohl er mit seiner Nationalmannschaft angetreten ist, gelang ihm nie der Sprung in die Mannschaft der West Indies. Einige Kommentatoren schoben dies auf die Tatsache, dass er auf einer kleineren Insel lebte, auf der zu jener Zeit kein First-Class Cricket gespielt wurde.
Walling arbeitete bereits mit 15 Jahren für die Post und brachte es, auch auf Grund seiner Cricketkarriere, bis zum Postmaster der Insel. Neben dem Sport spielte er Horn in einer Musikgruppe. 2004 wurde er in Anerkennung seiner sportlichen Leistung zum Ritter geschlagen. Im Jahr 2006 wurde ein Teil der Hauptstraße auf dem Weg zum Sir-Vivian-Richards-Stadion der Hauptstadt zu seiner Ehrung nach ihm als Sydney Walling Highway benannt.
Er verstarb am 8. Oktober 2009 im Alter von 102 Jahren. Premierminister Baldwin Spencer würdigte ihn nach seinem Tod.